# پنتسکووو (شهرستان چارنکوو-تژچیانکا)
پنتسکووو (به لهستانی:  Pęckowo) یک روستا در لهستان است که در گمینا دراوسکو واقع شده‌است.